# Templo de Zeus Sóter y Atenea Soteira
El Templo de Zeus Soter y Atenea Soteira, también conocido como Diisoterion (en griego antiguo: διισωτήριον, Diisōtērion), fue un antiguo templo griego dedicado a Zeus y Atenea en la ciudad de El Pireo, en el Ática, Grecia. Fue uno de los templos más importantes de El Pireo. El culto a Zeus y Atenea no se estableció en El Pireo antes del 493/492 a. C. El culto estaba dedicado a "Zeus el Salvador" y a "Atenea la Salvadora". El culto a Zeus en el sitio probablemente estaba relacionado con el culto a Zeus Eleuterio practicado en la estoa de Zeus en el Ágora de Atenas. Se ofrecían sacrificios a este Zeus cuando se llegaba a una decisión judicial. El culto fue particularmente popular en El Pireo en el siglo IV a. C.
El templo estaba asociado con la festividad anual de la Diisoteria, que siempre se celebraba en el mes de Esciroforión, cerca del fin del año. Fue uno de los pocos edificios del Pireo que sobrevivió al ataque romano de la República romana bajo el mando de Sila en el año 86 a. C. Pausanias lo consideraba la atracción más importante del Pireo en el siglo I d. C.
El templo estaba situado en algún lugar cerca del puerto de Cántaros, el puerto comercial de El Pireo, probablemente relativamente cerca de la actual Catedral Ortodoxa de la Santísima Trinidad y de la plaza Plateía Koraís. Del templo no ha sobrevivido nada hasta nuestros días, y se conoce principalmente por descripciones escritas antiguas.
Se ha sugerido en ocasiones que la llamada estatua de bronce de Atenea del Pireo del Museo Arqueológico de El Pireo procede del Templo de Zeus y Atenea en El Pireo, pero no es una afirmación segura.